# 魔物語 愛しのベティ
『魔物語 愛しのベティ』（まものがたり いとしのベティ）は、小池一夫原作・叶精作作画によるラブコメディ漫画。また、それを原作とするOVA。
異彩を放つ作品として、ファンから愛された作品である。 

## 概要
本作は、1980年から1985年にかけて『ビッグコミックオリジナル』（小学館）にて連載された。単行本は全17巻、復刻版全8巻、文庫本全13巻。
ラブコメディ要素の強い作品であり、女性の露出度が高く、性描写も多い作品であるが、胆平とベティの恋愛模様が描かれ、2人が家族となり子をなしてからは日常生活を描きながら家族愛についても触れている作品である。
原作者の小池曰く、本作品のテーマは「愛」であると語っている。一般誌に連載された割には総じて露出の高い性描写が目立つものの、連載開始当初はラブコメ要素は薄く、魔女の姉の敵である魔物との戦いを中心に描かれた。魔物との戦いに決着が付いて以降は人間である主人公とヒロインである魔女とのラブコメ要素が次第に強くなり、やがて2人の間に愛娘が生まれてからは家族愛や日常生活の中で育まれるさまざまな形の愛も描かれ、本作品のテーマである「愛」は最後まで貫かれた。
1986年には東映からOVAの劇場公開版も制作された。

## あらすじ
廃墟と化した炭坑町で着流し姿の任侠道に生きる三下ヤクザ・肝川胆平は、親分の仇討ちに向かう途中で足を怪我してうずくまるマントの下は全裸の美少女と出会う。怪我の手当てをするも、あまりの美しさに彼女の胸のふくらみを口に含んでしまう胆平だが何者かに頭を殴られ、気を失ってしまう。その後、歓楽街で親分の仇を見つけた胆平は斬りかかるが、返り討ちに遭い命を落としてしまう。その時、親分の仇たちを倒し胆平を蘇生させたのが、全裸の美少女こと大魔女・ベティ・バレンタインだった。
自身の姉の仇・トーマ・ルタンの居場所を突き止めるため、マンドラゴラを下僕にしようとベティは胆平に処女を捧げる。自分の隠れ場所が知られるのを恐れたトーマ・ルタンは、おまんを刺客として送り込むが、胆平とベティに返り討ちにされる。マンドラゴラはおまんからトーマ・ルタンをたどれるというが、かたき討ちを優先するベティに胆平が反発し、胆平とベティは新婚生活を送ることにする。
しかし、胆平がベティに魔法を使わせて事件を解決したことが、魔界の掟に反するとベティの大祖母を筆頭にバレンタイン一族の間で問題視され、大祖母はシバを人間界に派遣する。シバの策略にはまった胆平がシバと性交しことで、ベティから胆平に関する記憶が失われ、ベティは魔界へと帰って行った。改めて自分がベティを愛していたことを自覚した胆平はシバに乞うて魔界へ赴く。
再会しても記憶が戻らないベティだったが、胆平は下僕としてベティの傍にいることを選択する。マンドラゴラがトーマ・ルタンが夢魔の棲む夢界に隠れていることを突き止め、ベティは危険を承知で夢界へ。胆平もそれに同行する。胆平が魔女以外では勃起しない体質になったのを利用し、夢魔を退け、ベティの記憶も戻り、ついにはトーマ・ルタンを倒す。しかし、胆平は自分の手柄にしてしまうと、大祖母のメンツが立たなくなると、自分は裏方に徹し、ベティが自力でトーマ・ルタンを倒したことにした。それを知っていた大祖母も胆平を認め、ベティとの結婚を承認し、2人が人間界で暮らすことを許す。
だが、胆平は自分に亭主としての甲斐性が無いことも自覚しており、ヒモとならないためにも独りで人間界に戻り、生活基盤を築くことを宣言。ヤクザから足を洗い堅気として「家族一緒に幸せに生活する」事を目標として見定める様になる。
それからは紆余曲折を経て女子大学の学生寮舎監など様々な職業を経験し、1年を寮生たちも含めて問題なく過ごしたことで、胆平を正社員として雇用する話も出てくる。しかし、正社員となるには雇用保険や厚生年金の手続き上ベティやドーターの戸籍が必要となってくる。ベティはイギリス籍で2年前、ドーターを生んだ後に死亡という戸籍を偽造（魔法で偽造したものだが、戸籍としては本物）を作り、ドーターと胆平は人間界で暮らそうとしたが、魔界やベティの近くでは、ドーターの耳が大きく尖るといった魔女の特徴を表すため、ベティは人間界と魔界をつなぐ道を断ち、ドーターの記憶からもベティを消そうと出奔した。そのベティを探すため、胆平は舎監の仕事も辞し、ドーターとベティ探しの旅へ。
苦難の末にベティと再会を果たし、（魔法を使って）親子3人で都営住宅暮らしが始まる。ベティはブティック経営（魔界での大魔女の仕事でたびたび人間界を留守にすることもある）、胆平は自宅で魔界を描く（売れない）画家。ドーターも有名保育園への入園が決まる。自身の幸せを手に入れてからは、自身と同様に人間と魔女との間の愛に悩んでいる者に対してその愛を成就させる為に奔走したり、日常生活においてもさまざまな形の愛を示す様になり、最終的に胆平は誰からも慕われる良き父親となる。

## 登場人物

### 主人公とヒロイン
肝川 胆平（きもかわ たんぺい）
本作の主人公。物心付いた時から天涯孤独。顔に疵があり、背中にベティに酷似した絵柄の刺青を彫った三下ヤクザ。ベティと性交したことで、ベティを含む魔女以外には勃起しない体質となってしまう。
親分から遺された匕首は、長いこと祀られていたため、夢魔たちをも切り伏せる力を持っている。
ベティ・バレンタイン
本作のヒロイン。胆平からの愛称は「ベッチ」。
普段は可愛らしい少女の様な容姿をしているがそれは仮の姿であり、正体は血走った眼とエルフの様な尖った耳に2本の鋭い牙を持つ大魔女である。胆平との出会いや自身の姉の仇・トーマ・ルタンとの戦いを経て愛娘・ドーターを授かるも魔界の掟に従い、「自分は胆平と幸せな生活を送る事が出来ない」と悲観的な一面も見せ、胆平とドーターの前から姿を消す。
しかし胆平の目標と自身に対する変わらぬ愛に熱意を打たれて再び姿を現し、家族一緒に幸せに生活する道を選ぶ。それからは可愛らしい少女の様な雰囲気は残しつつも母性愛にあふれる一面が外見・内面共に見られる様になり、魔界の大魔女であると同時に内助の功となり、母性愛に満ちた良妻賢母となる。
ドーター
胆平とベティとの間に生まれた愛娘。明るく活発な性格であり好奇心旺盛な一面もしばしば見せ、両親の愛情をいっぱいに受けてすくすくと育つ。人間と魔女の混血である為、左足太腿の部分に胆平譲りの星型の痣を持ち、魔界では耳だけが尖った状態に変化する。

### 魔界の住人たち
メリー・ピンポン
ベティの乳母で、ぽっちゃりとした容姿の魔女である（彼女もベティと同様、正体を現すと血走った眼とエルフの様な尖った耳に2本の鋭い牙を見せる）。物語当初は胆平に対してあまり良い印象を持っておらず、杖で胆平の頭を殴り気絶させたり、口やかましく辛く当たっていたが、胆平が精神的に成長していくにつれ次第に認めるようになり、おおらかで心優しい一面を見せる様になる。胆平たちが家族で暮らす事が出来るようになってからは、普段は魔界で見守りながらも時々は人間界に現れて胆平たち家族の世話をしている。
骨（オプト）
ベティが召喚した骸骨状の使い魔。人を蘇生させる能力を持ち、瀕死の胆平に人工呼吸を行い命を助けた。
ヤーレンソラ
ベティの従者の一人で辮髪の巨人。機械を含めたあらゆるものに変身可能。
マンドラゴラ
雌雄対になっている魔物。あらゆる知識を持っている。トーマ・ルタンの居場所を突き止めるためにベティが手に入れようとする。しかし、逃げ足が早く、それを停めるには処女の魔女の尿が必要で、下僕とするには処女の魔女が愛する者と性交したときの破瓜の血が必要。
ベティの大祖母
ベティたち魔女の長（大魔女）。数千年を生きているため外見は骸骨そのものだが、その母性でベティのみならず胆平にとっても母親的な存在となる。朝食にはクロックムッシュと決めている。
死亡した際には、大魔女の座をベティが継ぐことになった。
シバ
ベティが魔界の掟「愛する者以外のために魔法を使わない」を破ったことで、ベティと胆平を別れさせるべく大祖母らから送り込まれた魔女。胆平好みのふっくらした女子校生に化け、胆平と性交をしたことで、ベティから愛する胆平の記憶が全て失われることになった。
バレンタイン一族が魔界を支配していることに反発もしており、表立っては対立しないが、ベティの大祖母が死にそうになった際など、機会があれば大魔女の地位を狙ってくる。
ヒポクレトス
ベティの従者の一人。「思索する鳥」と呼ばれ、鳥の姿をしている。
ヘットラー
ベティの従者の一人で医療担当。外見は背中に赤十字が描かれた巨大な蛙だが、どんな傷でも舐めただけで治癒させる。
ヴェネフィカ
ベティの友人の魔女。心の中を読みとることができる。自分と同じ心を持ち、表情なども変わる「ゼットちゃん」という人形を愛用している。
後に、人間の大学生の角谷鋼機に一目惚れされ、自身も鋼機に惚れたことから、胆平を仲人として結婚することになる。鋼機との仲は良好なれど、鋼機の祖父母（人間）から「孫はまだか」の催促には悩まされている。
胆平一家の住む都営住宅へは、玄関を通らず、魔法を使って部屋の中に直接訪問してくるため都度胆平から注意を受けるが改まらない。
アドリエット
ベティとは異なる魔界の大魔女。夫はノストラダムスであり、魔女として人間と婚姻して子をなした第1号でもある（ベティは第2号ということになる）。ただし、子は幼いころにペストのために亡くなっている。ノストラダムスの予言はアドリエットによるもので、自身の子がペストで亡くなることも予言されたが、抗う事はできなかった。
1999年に人類滅亡（予兆として1990年ころから異変が起き、絶滅するのが1999年）という予言は、ベティを悩ませることにもなる。本作では予言の「恐怖の大王」とは「ペストを恐れた民衆が引き起こす暴動」であり、「アンゴルモアの大王」とは「AIDS」であるとされる。

### 魔物とその配下
トーマ・ルタン
かつては人間に化け、魔女狩りの審問官となって多くの（魔女ではない人間の女性）を火炙りの刑に送り込んでいた。その中にベティの人間の姉が含まれていたことから、ベティをはじめ、バレンタイン一族に仇として狙われている。
おまん
胆平の好みからは外れる細面美女の刺青師。胆平の背中の刺青を彫った。自分と異なる胆平好みの女性を彫ったのであるが、ベティに酷似した理由は不明。トーマ・ルタンは自分がベティを恐れる感情が影響したのではないかと考えている。
トーマ・ルタンの愛人でもあり、名前もトーマ・ルタンからマンと取られている。トーマ・ルタンの精液を受けることで不老となっており、実年齢は不明。
胆平の刺青から隠れている場所を知られることを恐れたトーマ・ルタンによって刺客として送り込まれるが、胆平とベティに返り討ちにされる。
男性夢魔（インクブス）、女性夢魔（スクブス）
夢界の魔物。人間や魔女と性交を行い、（場合によっては相手が死ぬまで）精液を採取する。その手管はベティ、ピンポンやヤーレンソラですら抗えない。

### 人間界の人々
空山（そらやま）
独身の刑事。胆平の取り調べを行うが、ベティの魔法などもあって諦める。
2Kアパートで暮らしていたが、胆平が「夫婦で力を合わせて苦労してこその新婚生活」という考えから、ベティが魔界から持ってきた宝石などを売って購入した高級マンションと住まいを交換する。
拳銃を持った銀行強盗の立て籠りに対し、ベティに助力を求め、ベティが魔法を使ったことは後々に魔界で問題視されるようになる。
妙子（たえこ）
飛び降り自殺のバイト（ビル屋上から飛び降り自殺をほのめかすことで、マスコミにビル屋上の宣伝広告を映させるのが目的）をしていた女子高生で、ビルから転落しかけた所を胆平に助けられる。その正体はレディースのリーダーであり、金の為ならば自身の身体を利用してでも、どこまでもドライになる自己中心的な性格である。最後は1億円の大金を手に入れる為に胆平を利用し亡き者にしようとしたが、ベティの大祖母の助けにより気絶させられた末、胆平に関する記憶を消去されて意識朦朧のまま去って行った。
照岩 百代（てるいわ ももよ）
照心塾女子大学の創始者（塾頭）の年配の女性。胆平が自身の銅像に頭を下げている場面を見て感動し、胆平の過去と境遇を知りながら学生寮の舎監として雇用した。
胆平の目標を陰ながら応援しており、後の胆平の生き方に大きな影響を与えた人物である。
板倉（いたくら）
照心塾女子大学の事務長。40歳代の独身の男性で、若干卑屈で冴えない容姿をしている。当初は胆平を疎ましく思っていたが胆平の仕事ぶりを見てからは次第に認めるようになり、その後はスナックで酒を酌み交わしたり自身の悩みを胆平に打ち明けるようになる。

### 神
ミューズ
「魔女殺し」の異名を持つ美貌の処女神。ヤハウェとの間に処女懐胎によってイエス・キリストを設けている。草原でドーターに女性教育を行っていた胆平と遭遇し、魔女としてドーターを殺害しようとするが、胆平との議論の末にドーターを人間と認めて立ち去る。その後、人間界に戻った胆平を追って、イスラエルからの帰化者・美湯沢 朝子（みゆざわ あさこ）、照心塾女子大学学生寮の賄いとして現れる。
自らが母性の守護者でありながら処女神という矛盾に葛藤し、酩酊した勢いで胆平を誘惑、割って入ったベティを異名通りの力で圧倒、老婆のような姿にするが、胆平が変わらずベティを愛する姿を見て「真の夫婦愛」を感じ立ち去る。
その後、ベティが家出した際に登場するが、迷いを捨て強化に励んだため、筋骨隆々とした体格となっており、ベティを畏怖させた。
ブランル
「死に女神」の異名を持つ。ブランルの弾く3弦バイオリンの音色を聞く者は、音色が聞こえる限り死ぬまで踊り続ける死の舞踏（）を踊らされる。
ベティの行方を知るために、胆平、ドーター、ピンポン、ヤーレンソラが訪れる。

## アニメ
1986年7月21日にOVA発売。同年7月19日に、映画館で先行上映された。同時上映は『アモン・サーガ』。単行本1-3巻の内容をベースにアニメ化している。性表現が含まれるためアダルトアニメとしてリリースされた。劇場公開時はR指定を受けている。
声の出演
- 肝川胆平:三宅裕司
- ベティ・バレンタイン:滝沢久美子
- 大祖母：西川幾雄
- トーマ・ルタン：笹岡繁蔵
- シバ：松井菜桜子
- メリー・ピンポン：真柴摩利
- おまん：北浜晴子
- 広瀬正志
- 鈴木勝美
- 菅原淳一

スタッフ
- 原作：小池一夫・叶精作
- 企画： 吉田達・中川真次
- 総監督：小池一夫
- キャラクターデザイン：大原和男
- プロデューサー：飯島敬・原屋楯男
- 演出：佐藤真人
- 絵コンテ：日高森
- 作画監督：進藤満尾
- 脚本：高屋敷英夫
- 制作：ビッグバン
- 製作・発売元：東北新社、東映ビデオ
- 販売元：東映

主題歌
- 「あ・な・た・にアムール」（伊藤かずえ）

## 評価
- 1981年第27回小学館漫画賞 特別賞 - 原作活動に対して小池一夫が受賞[1]。